# Novoselci (Pleternica)
Novoselci su naselje u Republici Hrvatskoj u Požeško-slavonskoj županiji, u sastavu grada Pleternice.

## Zemljopis
Novoselci su smješteni oko 6 km sjeverozapadno od Pleternice. Susjedna naselja su Kuzmica na zapadu, Viškovci i Blacko na jugu, te Trapari na istoku .

## Stanovništvo
Prema popisu stanovništva iz 2011. godine Novoselci su imali 198 stanovnika.
| broj stanovnika | 57    | 63    | 90    | 123   | 129   | 150   | 178   | 188   | 213   | 226   | 276   | 247   | 232   | 216   | 225   | 198   | 157   |
|                 | 1857. | 1869. | 1880. | 1890. | 1900. | 1910. | 1921. | 1931. | 1948. | 1953. | 1961. | 1971. | 1981. | 1991. | 2001. | 2011. | 2021. |